# 劇団TEAM-ODAC
劇団TEAM-ODAC（げきだんチーム・オダック）は、日本の劇団。関東地方を拠点に活動している。

## 概要
2006年、いとう大樹（代表）と笠原哲平（脚本・演出）によって旗揚げされた。以後、年1〜2回の本公演に加え、お笑いライブ、自主制作映画、落語と演劇のコラボ企画落語会、演劇祭参加等を行う。
2013年8月に、作詞・作曲家である櫟原誠を加え株式会社Soymilkを設立。
公演には多くの俳優・タレント・お笑い芸人などが出演している。また、Goose houseやフラワーカンパニーズとのコラボレーション、元ステレオポニーAIMIの楽曲を舞台で使用するなど、ミュージシャンとのコラボレーションも行っている。
2014年、ソニー・ミュージック主宰の男性演劇ユニット・劇団番町ボーイズ☆の旗揚げに協力。

## 所属俳優
| 氏名           | 読み                | 備考                       |
| -------------- | ------------------- | -------------------------- |
| いとう 大樹    | いとう だいき       |                            |
| 佐藤 大助      | さとう だいすけ     |                            |
| 飯塚 理恵      | いいづか りえ       | 劇団五反田タイガーメンバー |
| 鏡 憲二        | かがみ けんじ       |                            |
| マギーフェス太 | まぎーふぇすた      |                            |
| 中太 花梨      | なかた かりん       | 劇団五反田タイガーメンバー |
| 小西 啓太      | こにし けいた       |                            |
| 堤 晋一        | つつみ しんいち     |                            |
| 堂本 翔平      | どうもと しょうへい | 劇団番町ボーイズ☆メンバー  |
| 坂場 明日香    | さかば あすか       | 劇団五反田タイガーメンバー |
| 高松 雪        | たかまつ ゆき       | 劇団五反田タイガーメンバー |
| 渡辺 ゆか      | わたなべ ゆか       | 劇団五反田タイガーメンバー |
| 片瀬 なゆき    | かたせ なゆき       | 劇団五反田タイガーメンバー |
| 堀 涼佳        | ほり すずか         | 劇団五反田タイガーメンバー |
| 大西 まいか    | おおにし まいか     | 劇団五反田タイガーメンバー |
| 谷田部 享政    | やたべ きょうせい   |                            |
| 岩出 清志郎    | いわで せいしろう   |                            |
| 世良 大雅      | せら たいが         |                            |
| 瀧澤 僚太      | たきざわ りょうた   |                            |
| 石原 桜彩      | いしはら ささ       |                            |

## 劇団スタッフ
- 笠原哲平 - 脚本・演出
- 櫟原誠/icchy☆ - 作詞・作曲・舞台音楽

## 公演記録
- 第1回本公演「Drop The NEET」
  - 日程・会場：2006年4月、ザムザ阿佐ヶ谷
- 第2回本公演「ニートの結婚」
  - 日程・会場：2006年8月、中野MOMO
- 第3回本公演「明日の僕」
  - 日程・会場：2006年12月、池袋シアターグリーンBox in Box
- 第4回本公演「ヒカリの射す花」
  - 日程・会場：2007年4月11日 - 15日、中野ザ・ポケット
- 第5回本公演「いつも笑えれば」
  - 日程・会場：2007年12月5日 - 9日、池袋シアターグリーンBox in Box
- 落語と演劇のコラボ「皿屋敷」
  - 日程・会場：2008年4月6日、下北沢空間リバティ
  - 客演：古今亭菊志ん
- 第6回本公演「JUMP 〜ドブのなかの水〜」
  - 日程・会場：2008年8月20日 - 24日、中野ザ・ポケット
- 落語と演劇のコラボ「権助提灯/Goon助TAXI」
  - 日程・会場：2008年11月24日、下北沢空間リバティ
  - 客演：古今亭菊志ん
- 第7回本公演「Happen Jokers」
  - 日程・会場：2009年6月24日 - 28日、中野ザ・ポケット
- 第8回本公演「ダルマ」
  - 日程・会場：2009年11月25日 - 29日、青山円形劇場
- 落語と演劇のコラボPLAY! Comic Stories.「宿屋の仇討」
  - 日程・会場：2010年7月2日 - 4日、ザムザ阿佐ヶ谷
  - 客演：桃月庵白酒
- 第9回本公演「saigoノbansan」
  - 日程・会場：2011年4月5日 - 10日、青山円形劇場
- 第10回本公演「浮遊するfitしない者達」
  - 日程・会場：2012年7月26日 - 30日、紀伊國屋ホール
  - 客演：竹内寿、井戸田潤（スピードワゴン）、入来茉里、小原正子（クワバタオハラ） ほか[8]
- 第11回本公演「ぶっ壊したい世界」
  - 日程・会場：2013年3月13日 - 20日、青山円形劇場
  - 客演：永沢たかし（磁石）、伊﨑右典（EMALF）、三上俊、宮地真緒、小林美江、モロ師岡 ほか
- 再演企画公演「ダルマ」
  - 日程・会場：2013年5月15日 - 19日、スペース・ゼロ
  - 客演：永沢たかし（磁石）、岩井ジョニ男（イワイガワ） ほか[9]
- 第12回本公演「猫と犬と約束の燈」
  - 日程・会場：2013年7月10日 - 14日、紀伊國屋ホール
  - 客演：河合龍之介、原嶋元久、モロ師岡 ほか
- EMALF×劇団TEAM-ODAC「フューチャーブラザーズ」
  - 日程・会場：2013年9月4日 - 8日、中野ザ・ポケット
  - 客演：EMALF（伊﨑右典・金子恭平・北村悠・野口征吾・伊﨑央登） ほか
- 舞台「オレンジノート」
  - 日程・会場：2013年11月28日 - 12月1日、明石スタジオ
- Glorious Creations×劇団TEAM-ODAC公演「BLACK10」
  - 日程・会場：2014年2月5日 - 9日、スペース・ゼロ
  - 客演：中村龍介、鳥居しのぶ、伊﨑右典（EMALF）、北村悠（EMALF）、Kimeru、伊﨑央登（EMALF） ほか
- 第13回本公演「真っ白な図面とタイムマシン」
  - 日程・会場：2014年3月8日 - 16日、青山円形劇場
  - Goose houseとのコラボレーション[4]。舞台作品はDVD化のほか、小説として出版された[10]。2015年9月、公演がMUSIC ON! TVにて放送された[11]。
- universe presents 〜RAINBOW AFTER RAIN Vol.1〜
  - 日程・会場：2014年3月8日、西川口Hearts
  - universe・リアクション ザ ブッタ・YKJの3組のバンドとのコラボレーション[12]。
- 第14回本公演「ぶっ壊したい世界」
  - 日程・会場：2014年7月16日 - 21日、紀伊國屋ホール
  - 客演：伊崎右典（EMALF）、石井康太（やるせなす）、林明寛、松澤一之、八神蓮 ほか
  - 主題歌をAIMI（元ステレオポニー）が担当[6]。
- 第15回本公演「僕らの深夜高速」
  - 日程・会場：2014年11月20日 - 24日、草月ホール
  - 客演：笠原秀幸、伊﨑央登（EMALF）、河合龍之介、山田悠介、伊崎右典（EMALF） ほか[13]
  - フラワーカンパニーズの音楽人生を舞台化。バンドのファンであるいとうがオファーをし、フラワーカンパニーズがそれを快諾し舞台化が実現した。[5]
- 第16回本公演「MOON&DAY 〜うちのタマ知りませんか?〜」
  - 日程・会場：2015年5月2日 - 6日、スペース・ゼロ
  - 客演：池田一真（しずる）、伊﨑央登（EMALF）、鳥羽潤 ほか
- 第17回本公演「DARMA〜ダルマ〜」
  - 日程・会場：2015年6月18日 - 23日、紀伊國屋ホール
  - 客演：林明寛、根岸愛（PASSPO☆）、梅田綾乃（AKB48）、五十嵐麻朝、鮎川太陽、松尾伴内 ほか
- 第18回本公演「真っ白な図面とタイムマシン」
  - 日程・会場：2015年8月26日 - 31日、紀伊國屋ホール
  - 客演：稲垣成弥、小林亜実、水野透（リットン調査団）、五十嵐麻朝、伊﨑央登（EMALF） ほか
- 第19回本公演「僕らの深夜高速」
  - 日程・会場：2015年10月7日 - 12日、草月ホール
  - 客演：川村陽介、たいせい（シャ乱Q）、稲垣成弥、長谷川純 ほか
  - 2014年上演舞台の再演。[14]
- 第20回本公演「saigoノbansan（2016）」
  - 日程・会場：2016年3月16日 - 20日、スペース・ゼロ
  - 客演：崎本大海、近野成美、前田亜美（AKB48）、中塚智実、若林倫香、軽辺るか（東京CLEAR’S） ほか[15]
- 第21回本公演「小さな結婚式～いつか、いい風は吹く～」
  - 日程・会場：2016年4月6日 - 10日、紀伊國屋ホール
  - 客演：美山加恋、塩野瑛久、福岡聖菜(AKB48)、中江友梨(東京女子流)、西井万理那(生ハムと焼うどん) ほか
- 第22回本公演「MOON&DAY～うちのタマ知りませんか？～」
  - 日程・会場：2016年9月7日 - 11日、草月ホール
  - 客演：西村一輝、伊﨑央登、外岡えりか、多田愛佳（HKT48）、日比美思（Dream5）、前田亜美 ほか
  - 2015年上演舞台の再演[16]
- 第23回本公演「僕らのピンク スパイダー」
  - 日程・会場：2017年3月9日 - 20日、紀伊國屋ホール
  - 客演：松本岳、多田愛佳（HKT48）、小沼将太、喜多修平、HRK（S☆RUSH）、オ・セヒョン（Apeace） ほか[17]
- 第24回本公演「BLACK10・改」
  - 日程・会場：2017年7月12日 - 17日、草月ホール
  - 客演：伊﨑右典、武藤十夢(AKB48)、柏木佑介、上田堪大、石渡真修 ほか
- 第25回本公演「毎日が冒険～ねぇ… miss you～」
  - 日程・会場：2017年8月9日 - 13日、紀伊國屋サザンシアター
  - 客演：茜屋日海夏、内海啓貴、石田隼、飛鳥凛、梅田綾乃、梅本まどか ほか
- 第26回本公演「岸和田少年愚連隊～あの頃のハートは今もある～」
  - 日程・会場：2017年9月27日 - 10月1日、スペース・ゼロ
  - 客演：君沢ユウキ、永島聖羅、川上将大、前田亜美、小嶋菜月（AKB48）、原望奈美 ほか[18]
- 第27回本公演「小さな結婚式～いつか、いい風は吹く～」
  - 日程・会場：2017年12月13日 - 17日、スペース・ゼロ
  - 客演：伊藤寧々、平牧仁、草野博紀(porehead)、高野祐衣、西野未姫 ほか
  - 2016年上演舞台の再演[19]
- 第28回本公演「猫と犬と約束の燈」
  - 日程・会場：2018年2月7日 - 12日、草月ホール
  - 客演：松島勇之介(10神ACTOR)、國島直希、篠崎彩奈（AKB48）、梅田綾乃、高橋明日香 ほか[20]
- 第29回本公演「HOME〜いつか帰るよ、僕だけのHOME〜」
  - 日程・会場：2018年5月9日 - 14日、紀伊國屋ホール
  - 客演：草野博紀、永島聖羅、吉井香奈恵（9nine）、鈴木まりや、森田桐矢、正木郁、MASATO（THE BEAT GARDEN） ほか[21][22]

- 第30回本公演「猫と犬と約束の燈2018-夏」
  - 日程・会場：2018年7月7日 - 16日、スペース・ゼロ
  - 客演：小林亜実、磯原安華、鈴木まりや、塩﨑大智、中塚智実、ほか[23]

- 第31回本公演「浮遊するfitしない者達」
  - 日程・会場：2019年4月10日 - 14日、俳優座劇場
  - 客演：塩﨑大智、山内圭輔、崎本大海、もう中学生、鳥居みゆき、川谷修士 ほか[24]

- 第32回本公演「小さな結婚式～いつか、いい風は吹く～」
  - 2019年5月5日 - 9日、大阪ビジネスパーク円形ホール
  - 2019年5月15日 - 19日、スペース・ゼロ
  - 客演：森田涼花、水石亜飛夢、清水麻璃亜、千綿勇平(東京公演のみ)、藤田朋子 ほか[25]

- 第33回本公演「キクネ～僕らに出来ること～」
  - 2019年12月13日 - 23日、草月ホール
  - 客演：高橋胡桃、佐々木優佳里、鈴木まりや、磯原杏華 ほか
  - 赤からとのコラボレーション公演。[26]

- 第34回本公演「僕らの深夜高速2020」
  - 2020年6月3日 - 7日、新国立劇場 小劇場
  - 客演：林翔太、山本亮太、森公平、ひょっこりはん ほか
  - 新型コロナウイルスの影響で2021年12月に延期。
- 第35回本公演「岸和田少年愚連隊～あの頃のハートは今もある～（2020年秋の陣）」
  - 2020年11月14日 - 23日、スペース・ゼロ
  - 客演：松本幸大、三田麻央、相澤瑠香(ラストアイドル)、高田翔、 高橋美海(ラストアイドル)、田中尚輝 ほか[27]
- 第36回本公演「ダルマ（2021）」
  - 2021年6月3日 - 8日、浅草花劇場
  - 客演：多田愛佳、清水麻璃亜、林勇輝、渡邉響、清水佐紀、諸塚香奈実　ほか
- 第37回本公演（15周年記念公演）「浦安鉄筋家族～子ども大戦争～」
  - 2021年7月10日 - 18日、スペース・ゼロ
- 第34回本公演「僕らの深夜高速」
  - 2021年12月15日 - 20日、草月ホール
- 第38回本公演「続・猫と犬と約束の燈」
  - 2022年2月23日 - 27日、新国立劇場 小劇場(全公演中止)→2023年9月27日 - 10月1日 新国立劇場 小劇場
- 第39回本公演「破天荒フェニックス～いつだって始まっている～」
  - 2022年6月1日 - 5日、新宿シアターサンモール
- 第40回本公演「舞台・破天荒フェニックス」
- 第41回本公演 「猫と犬と約束の燈〜2023編〜」
- 第42回本公演「舞台・破天荒フェニックス～2023～」
- 第43回本公演 「ダルマ2024」
- 第44回本公演  「未定」
- 第45回本公演  「舞台・破天荒フェニックス～2024～」(仮)

公式サイト・公演情報から、各公演の詳細より

## 公演DVD
- 浮遊するfitしない者達（2012年）
- ダルマ（再演）（2013年）
- ぶっ壊したい世界（2013年）
- 猫と犬と約束の燈（2013年）
- 真っ白な図面とタイムマシン（2014年）
- ぶっ壊したい世界（再演）（2014年）
- 僕らの深夜高速（2015年）
- MOON&DAY 〜うちのタマ知りませんか?〜（2015年）
- BLACK10・改（2017年）
- 毎日が冒険～ねぇ… miss you～（2017年）
- 岸和田少年愚連隊～あの頃のハートは今もある～（2017年）
- 小さな結婚式～いつか、いい風は吹く～（再演）（2017年）
- 猫と犬と約束の燈（再演）（2018年）
- 猫と犬と約束の燈2018-夏（♪チーム）（2018年）
- 猫と犬と約束の燈2018-夏（★チーム）（2018年）
- 浮遊するfitしない者達（2019年）
- 小さな結婚式～いつか、いい風は吹く～（2019年）
- キクネ～僕らに出来ること～（2019年）

## 書籍
- 笠原哲平/著・Goose house/原案『真っ白な図面とタイムマシン』（TOブックス[29]）[10] ISBN 978-4864722780